# Irwin Kra
Irwin Kra (né le 5 janvier 1937) est un mathématicien américain, qui travaille sur la théorie des fonctions en analyse complexe.

## Biographie
Kra étudie à l'Institut polytechnique de Brooklyn (baccalauréat en 1960) et à l'Université Columbia, où il obtient son diplôme en 1964 et son doctorat en 1966 sous la direction de Lipman Bers (Conformal Structure and Algebraic Structure). Après cela, il est de 1966 à 1968 instructeur CLE Moore au Massachusetts Institute of Technology puis à l'Université d'État de New York à Stony Brook, où il préside de 1975 à 1981 la Faculté de mathématiques. De 1991 à 1996, il y est doyen de la Division des sciences physiques et mathématiques. Depuis 2004, il est professeur émérite. Il est professeur invité à l'Université hébraïque de Jérusalem (où il collabore avec Hershel M. Farkas), l'Université de Pérouse à Santiago du Chili, l'Université Tohoku, l'Université Fudan à Shanghai (1987). De 2004 à 2008, il est directeur de Math for America, une organisation privée qui se consacre à l'amélioration de l'enseignement collégial en mathématiques aux États-Unis. Il vit ensuite à New York. En 2010, il enseigne à l'Université Northwestern.
De 1972 à 1973, il est boursier Guggenheim. En 2012, il devient membre de l'American Mathematical Society.
Kra étudie les surfaces de Riemann et leurs espaces de modules (espaces de Teichmüller) et leur connexion avec les groupes kleiniens et les formes automorphes associées et leurs applications par exemple en théorie des nombres.
Avec Bernard Maskit en 1998, il publie l'ensemble des travaux de Lipman Bers sur la théorie des fonctions.
Irwin Kra a trois enfants. Il est le père de la mathématicienne Bryna Kra.